# سازگاری الکترومغناطیسی

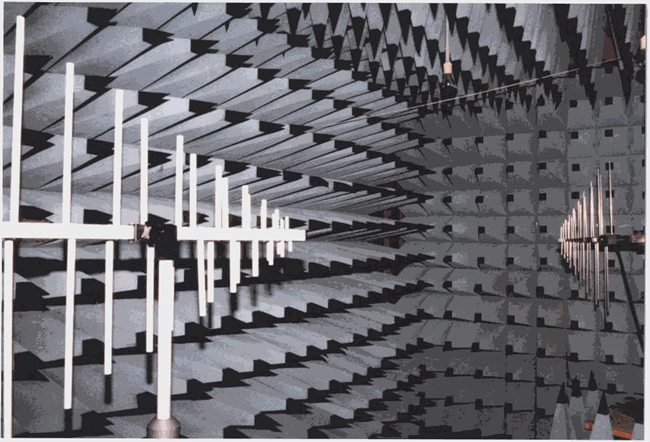
اتاق RF جهت تست EMC، دیوارهای اتاق امواج الکترومغناطیسی را منعکس نمی‌کند

سازگاری الکترومغناطیسی (به انگلیسی Electromagnetic compatibility) یا EMC شاخه‌ای از علوم برق است که به بررسی انتشار یا دریافت انرژی الکترومغناطیسی که منجر به ایجاد اثرات ناخواسته (تداخل الکترومغناطیسی یا EMI به انگلیسی electromagnetic interference) می‌شود، است.
سازگاری الکترومغناطیسی به شما کمک می‌کند که در تجهیزات و سیستم‌های شما در اثر انتشار نا خواسته یا جذب EMI، تداخل و عملکرد نا درست به وجود نیاید. گاهی اوقات از EMC به عنوان کنترل EMI نام برده می‌شود، در عمل EMC و EMI را غالباً به عنوان یک اصطلاح ترکیبی "EMI/EMC" نام می‌برند.
تولید یا جذب EMI یک پدیده است، در حالی که EMC به بررسی رفتار تجهیزات در محیط EMI می‌پردازد. EMC در مورد یک دستگاه دو وجه دارد:
1. دستگاه نباید سطحی از اختلالات الکترومغناطیسی از خود ساطع کند که بر سرویس‌های رادیویی و سایر دستگاه‌ها تأثیر بگذارد.
2. این دستگاه باید در برابر اختلالات الکترومغناطیسی محیط، ایمنی کافی داشته باشد تا تأثیر نامطلوب نپذیرد.

سازگاری الکترومغناطیسی سه کلاس اصلی را دنبال می‌کند. انتشار تولید انرژی الکترومغناطیسی اعم از عمدی یا تصادفی توسط برخی از منابع و انتشار آن در محیط است. سازگاری الکترومغناطیسی انتشارات ناخواسته و اقدامات متقابلی را که ممکن است به منظور کاهش انتشارهای ناخواسته انجام شود، مطالعه می‌کند. حساسیت طبقه دوم، تمایل تجهیزات الکتریکی است که از آنها به عنوان قربانی یاد می‌شود، در صورت وجود انتشارهای ناخواسته، که به عنوان تداخل فرکانس رادیویی (RFI) شناخته می‌شوند، عملکرد نادرست داشته باشند یا خراب شوند. واژه ایمنی در مقابل واژه حساسیت قرار می‌گیرد، یعنی توانایی تجهیزات در عملکرد صحیح تجهیزات در حضور تداخل فرکانس رادیویی، با نظم و انضباط تجهیزات «سخت» که به همان اندازه تحت عنوان حساسیت یا مصونیت شناخته می‌شوند. طبقه سوم مورد مطالعه کوپل است، مکانیزمی که تداخل ساطع شده به قربانی می‌رسد.
کاهش تداخل و از این رو سازگاری الکترومغناطیسی ممکن است با پرداختن به هر یک از این موارد یا تمام آنها، به عنوان مثال، ساکت کردن منابع تداخل، مهار مسیرهای اتصال یا سخت شدن قربانیان احتمالی. در عمل، بسیاری از تکنیک‌های مهندسی استفاده شده، مانند زمین کردن و محافظت کردن، در مورد هر سه مسئله اعمال می‌شود.

## معرفی
در حالی که تداخل الکترومغناطیسی (EMI) یک پدیده است - تشعشع ساطع شده و اثرات آن - سازگاری الکترومغناطیسی (EMC) یک ویژگی یا خاصیت تجهیزات است - برای رفتار غیرقابل قبول در محیط دارای تداخل الکترومغناطیس.
سازگاری الکترومغناطیسی عملکرد صحیح تجهیزات مختلفی را که در محیط الکترومغناطیسی از پدیده‌های الکترومغناطیسی استفاده می‌کنند یا به آنها پاسخ می‌دهند، و جلوگیری از اثرات تداخل را تضمین می‌کند. روش دیگر گفتن این است که سازگاری الکترومغناطیسی کنترل تداخل الکترومغناطیسی است تا از اثرات ناخواسته جلوگیری شود.
علاوه بر درک پدیده‌ها در خود، سازگاری الکترومغناطیسی همچنین به اقدامات متقابل مانند رژیم‌های کنترل، طراحی و اندازه‌گیری می‌پردازد، که باید برای جلوگیری از انتشار اثرات نامطلوب از انتشار استفاده شود.

## انواع تداخل الکترومغناطیسی
تداخل الکترومغناطیسی با توجه به منبع و مشخصات سیگنال به چند دسته تقسیم می‌شود.
منشأ تداخل، که در این زمینه اغلب «نویز» خوانده می‌شود، می‌تواند توسط انسان (مصنوعی) یا طبیعی باشد.

### تداخل مداوم
تداخل مداوم یا موج مداوم (CW) در جایی ایجاد می‌شود که منبع به‌طور مداوم در یک محدوده مشخص از فرکانس‌ها تشعشع ساطع کند. این نوع به‌طور طبیعی با توجه به دامنه فرکانس به زیر مجموعه‌ها تقسیم می‌شود و به‌طور کلی گاهی اوقات "DC to daylight" نیز گفته می‌شود.
- فرکانس صوتی، از فرکانس‌های بسیار کم تا حدود ۲۰ کیلوهرتز. فرکانس‌های تا ۱۰۰ کیلوهرتز ممکن است گاهی اوقات به عنوان صوتی طبقه‌بندی شوند. منابع عبارتند از:
  - تجهیزات پردازش صدا، مانند تقویت کننده‌های قدرت صوتی و بلندگوها.
  - مدولاسیون موج حامل با فرکانس بالا مانند انتقال رادیو FM.
- تداخل فرکانس رادیویی (RFI)، از نوع معمولاً ۲۰ کیلوهرتز تا یک حد بالایی که با حرکت فناوری به سمت جلو، دائماً افزایش می‌یابد. منابع عبارتند از:
  - انتقال بی‌سیم و فرکانس رادیویی
  - گیرنده‌های تلویزیون و رادیو
  - تجهیزات صنعتی، علمی و پزشکی (ISM)
  - مدارهای پردازش دیجیتال مانند میکروکنترلرها
- نویز باند پهن ممکن است در قسمتهای هر دو دامنه فرکانس پخش شود، بدون اینکه فرکانس خاصی برجسته شود. منابع عبارتند از:
  - فعالیت خورشیدی
  - کار مداوم جوشکارها
  - تلفن همراه طیف گسترده

### تداخل گذرا
یک پالس الکترومغناطیسی (EMP)، که گاهی اوقات اختلال گذرا نامیده می‌شود، در جایی ایجاد می‌شود که منبع پالس انرژی با مدت زمان کوتاه را منتشر می‌کند. این انرژی از نظر طبیعت معمولاً باند پهن است، گرچه غالباً پاسخ موج سینوسی نوار باریک را در قربانی تحریک می‌کند.
منابع به‌طور گسترده‌ای به وقایع منزوی و تکراری تقسیم می‌شوند.
- منابع تداخل گذرا جداگانه عبارتند از:
  - عملکرد سوئیچینگ مدارهای الکتریکی، شامل بارهای القایی مانند رله‌ها، سلونوئیدها یا موتورهای الکتریکی.
  - خطوط برق / پالس‌ها
  - تخلیه الکترواستاتیک (ESD)، در نتیجه نزدیک شدن یا تماس دو جسم باردار.
  - پالس الکترومغناطیسی برق (LEMP)، اگرچه به‌طور معمول یک سری کوتاه از پالس‌ها است.
  - پالس الکترومغناطیسی هسته ای (NEMP)، در نتیجه انفجار هسته ای.
- منابع رویدادهای تکراری تداخل گذرا، گاهی اوقات به عنوان قطارهای منظم پالس، شامل موارد زیر است:
  - موتورهای الکتریکی
  - سیستم‌های احتراق الکتریکی، مانند موتورهای بنزینی.
  - اقدامات سوئیچینگ مداوم مدارهای الکترونیکی دیجیتال.

## مکانیسم‌های کوپلینگ
برخی از کلمات فنی که به کار می‌روند می‌توانند با معانی مختلف استفاده شوند. این اصطلاحات در اینجا به روشی کاملاً پذیرفته شده استفاده می‌شود که با سایر مقالات دائرةالمعارف سازگار است.
ترکیب کلی منبع نویز، مسیر اتصال و قربانی، گیرنده یا چاه در شکل زیر نشان داده شده‌است. منبع و قربانی معمولاً دستگاه‌های سخت‌افزاری الکترونیکی هستند، اگرچه منبع ممکن است یک پدیده طبیعی مانند صاعقه، تخلیه الکترواستاتیک (ESD) یا در یک مورد معروف، انفجار بزرگ در مبدأ جهان باشد.

چهار حالت اتصال تداخل الکترومغناطیسی (EMI).

چهار مکانیسم کوپلینگ وجود دارد: رسانایی، خازنی، مغناطیسی یا القایی و تابشی. هر مسیر اتصال می‌تواند به یک یا چند مورد از این مکانیزم‌های اتصال تقسیم شود. به عنوان مثال، مسیر پایینی در نمودار شکل فوق شامل مسیرهای القایی، رسانایی و خازنی است.

### کوپلینگ رسانایی
کوپلینگ رسانا زمانی اتفاق می‌افتد که مسیر اتصال بین منبع و گیرنده در اثر تماس مستقیم برق با بدنه رسانا ایجاد شود، به عنوان مثال یک خط انتقال، سیم، کابل یا محفظه فلزی.
نویز هدایت شده همچنین با نحوه ظاهر شدن در هادی‌های مختلف مشخص می‌شود:
- اتصال حالت مشترک: نویز در فاز (در همان جهت) روی دو رسانا ظاهر می‌شود.
- اتصال در حالت دیفرانسیل: نویز خارج از فاز (در جهت مخالف) روی دو هادی ظاهر می‌شود.

### اتصال القایی
اتصال القایی در جایی اتفاق می‌افتد که منبع و گیرنده با فاصله کمی از هم جدا شوند (نوعاً کمتر از طول موج). دقیقاً، «اتصال القایی» می‌تواند دو نوع باشد، القای الکتریکی و القای مغناطیسی. معمول است که به القای الکتریکی به عنوان کوپلینگ خازنی و به القای مغناطیسی به عنوان کوپل القایی اشاره می‌شود.

## کنترل تداخل الکترومغناطیسی
اثرات مخرب تداخل الکترومغناطیسی خطرات غیرقابل قبولی را در بسیاری از زمینه‌های فناوری ایجاد می‌کند و لازم است چنین تداخلی کنترل شود و خطرات به میزان قابل قبولی کاهش یابد.
کنترل تداخل الکترومغناطیسی و اطمینان از سازگاری الکترومغناطیسی شامل مجموعه ای از رشته‌های مرتبط است:
- مشخص کردن تهدید.
- تنظیم استانداردهای سطح انتشار و حساسیت.
- طراحی برای انطباق با استاندارد
- آزمایش انطباق با استانداردها.

برای یک قطعه تجهیزات پیچیده یا جدید، این ممکن است به تهیه یک برنامه کنترل سازگاری الکترومغناطیسی اختصاص داده شود که خلاصه ای از موارد فوق و مشخص کردن اسناد اضافی مورد نیاز باشد.
توصیف مسئله نیاز به درک موارد زیر دارد:
- منبع و سیگنال تداخل.
- مسیر اتصال به قربانی.
- ماهیت قربانی هم از نظر الکتریکی و هم از نظر اهمیت سوعملکرد.

خطر ناشی از تهدید معمولاً ماهیتی آماری دارد، بنابراین بیشتر کار در زمینه توصیف تهدید و تنظیم استانداردها به جای حذف مطمئن آن، کاهش احتمال بروز اختلال تداخل الکترومغناطیسی در حد قابل قبولی است.

## قوانین و استانداردها
چندین سازمان اعم از ملی و بین‌المللی برای ارتقا همکاری بین‌المللی در مورد استانداردسازی (هماهنگی) از جمله انتشار استانداردهای مختلف سازگاری الکترومغناطیسی کار می‌کنند. در صورت امکان، استاندارد تدوین شده توسط یک سازمان ممکن است با تغییر اندک یا تغییر توسط سایر سازمان‌ها، تصویب شود. این به عنوان مثال به هماهنگی استانداردهای ملی در سراسر اروپا کمک می‌کند.
کمیسیون بین‌المللی الکتروتکنیک (IEC)، که دارای کمیته‌های مختلفی است که به‌طور تمام وقت در مورد مسائل سازگاری الکترومغناطیسی کار می‌کنند. اینها هستند:
- کمیته فنی 77 (TC77)، در زمینه سازگاری الکترومغناطیسی بین تجهیزات از جمله شبکه‌ها کار می‌کند.
- کمیته بین‌المللی ویژه تداخل رادیویی.
- کمیته مشورتی سازگاری الکترومغناطیسی (ACEC) هماهنگی کار کمیسیون مستقل انتخابات در مورد سازگاری الکترومغناطیسی را بین این کمیته‌ها انجام می‌دهد.

## آزمایش سازگاری الکترومغناطیسی
برای تأیید اینکه دستگاه خاصی استانداردهای لازم را دارد، آزمایش لازم است. این ماده به‌طور گسترده‌ای به آزمایش آلایندگی و تست حساسیت تقسیم می‌شود.
سایت‌های آزمون منطقه آزاد یا OATS در اکثر استانداردها سایت‌های مرجع هستند. به خصوص برای آزمایش آلایندگی سیستم‌های تجهیزات بزرگ بسیار مفید هستند.
با این حال آزمایش RF نمونه اولیه فیزیکی اغلب در داخل منزل، در محفظه آزمایش سازگاری الکترومغناطیسی ویژه انجام می‌شود. انواع محفظه شامل سلول‌های الکترومغناطیسی عرضی و گیگاهرتز (سلول GTEM) است.
گاهی اوقات برای آزمایش مدل‌های مجازی از شبیه‌سازی‌های الکترومغناطیسی محاسباتی استفاده می‌شود.
مانند همه تست‌های انطباق، مهم است که تجهیزات آزمایش، از جمله محفظه یا سایت آزمایش و هر نرم‌افزار استفاده شده، به درستی کالیبره و نگهداری شوند.
به‌طور معمول، آزمایش‌های مشخص برای یک قطعه خاص نیاز به یک برنامه آزمون سازگاری الکترومغناطیسی و گزارش آزمایش پیگیری دارد. برنامه کامل آزمون ممکن است مستلزم تهیه چندین اسناد از این دست باشد.

### آزمایش آلایندگی
میزان انتشار به‌طور معمول برای قدرت میدان تابش شده و در صورت لزوم برای انتشار انجام شده در امتداد کابل‌ها و سیم کشی اندازه‌گیری می‌شود. نقاط قوت میدان القایی (مغناطیسی) و خازنی (الکتریکی) از اثرات نزدیک به میدان هستند و فقط در صورت مهم بودن دستگاه تحت آزمایش (DUT) برای مکان نزدیک به سایر تجهیزات الکتریکی اهمیت دارند.
برای تشتعشعات هدایتی، مبدل‌های معمولی شامل LISN (شبکه تثبیت کننده امپدانس خط) یا AMN (شبکه اصلی مصنوعی) و گیره جریان فرکانس رادیویی هستند.
برای اندازه‌گیری تشعشع تابش شده، از آنتن‌ها به عنوان مبدل استفاده می‌شود. آنتن‌های معمولی مشخص شده شامل دو قطبی، دو چرخشی، دوره ای ورود به سیستم، راهنمای دو رگه و طرح‌های مخروطی شکل مارپیچی هستند. میزان انتشار تابش باید در تمام جهات اطراف DUT اندازه‌گیری شود.
برای آزمایش انطباق با سازگاری الکترومغناطیسی از گیرنده‌های تست تداخل الکترومغناطیسی یا آنالیزگرهای تداخل الکترومغناطیسی استفاده می‌شود. اینها شامل پهنای باند و آشکارسازهایی هستند که توسط استانداردهای بین‌المللی سازگاری الکترومغناطیسی مشخص شده‌اند. گیرنده تداخل الکترومغناطیسی ممکن است براساس یک تحلیلگر طیف برای اندازه‌گیری میزان انتشار DUT در یک باند گسترده از فرکانسها (دامنه فرکانس) یا در یک دستگاه باند باریک قابل تنظیم باشد که در محدوده فرکانس مورد نظر جابجا شود. گیرنده‌های تداخل الکترومغناطیسی همراه با مبدل‌های مشخص شده اغلب می‌توانند هم برای انتشار و هم از طریق تابش استفاده شوند. برای کاهش تأثیر سیگنالهای قوی خارج از باند در قسمت جلویی گیرنده، ممکن است از فیلترهای پیش انتخابگر نیز استفاده شود.
برخی از انتشار پالس‌ها با استفاده از اسیلوسکوپ برای گرفتن شکل موج پالس در حوزه زمان، مفیدتر توصیف می‌شوند.